# Geoffrey Rudolph Elton
Sir Geoffrey Rudolph Elton (* 17. August 1921 in Tübingen; † 4. Dezember 1994 in Cambridge, England; geboren als Gottfried Rudolf Ehrenberg) war ein deutschstämmiger britischer Historiker. Bekannt ist er vor allem für seine Forschung zum Haus Tudor und über Thomas Cromwell, 1. Earl of Essex.

## Biografie
Gottfried Rudolf Ehrenberg wurde 1921 als Sohn der Historiker Victor Ehrenberg und Eva Dorothea Sommer geboren. Als der Vater 1929 an die Deutsche Universität berufen wurde, zog die Familie nach Prag. Kurz vor dem Einmarsch deutscher Truppen floh die gesamte Familie im Februar 1939 nach Großbritannien. Dort ging Ehrenberg auf die Rydal School in Wales. Nach nur zwei Jahren erhielt er eine Anstellung als Lehrer und Assistent im Bereich Mathematik, Geschichte und Deutsch.
Nebenher nahm er Fernunterricht an der University of London. Dort machte er 1943 seinen Abschluss als Althistoriker und ging noch im selben Jahr zur British Army. Als Soldat der 8. Armee war er von 1944 bis 1946 in Italien stationiert. Während dieser Zeit änderte er seinen Namen von Gottfried Ehrenberg in die anglizierte Form Geoffrey Elton. Nach seiner Rückkehr nach England begann er an der University of London im Bereich frühneuzeitliche Geschichte zu promovieren. 1947 nahm er die britische Staatsbürgerschaft an, 1949 erhielt er seinen Philosophiae Doctor (Ph. D.).
Ab 1949 unterrichtete Elton an der Universität Glasgow und später am Clare College der Universität Cambridge. Dort leitete er als Regius Professor of Modern History von 1983 bis 1988 die Fakultät für Moderne Geschichte. 1972 bis 1976 war er Präsident der Royal Historical Society, 1981 bis 1990 arbeitete er zudem für die British Academy. 1975 wurde er in die American Academy of Arts and Sciences gewählt.
Seit 1952 war er mit der Historikerin Sheila Lambert verheiratet. 1986 wurde er zum Ritter geschlagen. 1987 erhielt er von der Georg-August-Universität Göttingen den Ehrendoktortitel. Er war Onkel des Schriftstellers Ben Elton.

## Werk
Elton konzentrierte sich zunächst auf das Leben und Wirken Heinrich VIII., arbeitete aber auch über das Parlament in der Epoche Elisabeths I. Mit der Zeit weitete er sein Arbeitsgebiet auf die gesamte Tudor-Ära aus und galt bald auch als Experte im Bereich der englischen Reformation.
Elton wurde berühmt, als er in seinem 1953 erschienenen Buch The Tudor Revolution in Government Thomas Cromwell als Begründer des modernen, bürokratischen Regierens bezeichnete, der die mittelalterliche Art der Staatsführung beendet habe. Vor Cromwell seien Monarchie und Monarch untrennbar vereint und das Königreich privater Besitz des Königs gewesen. Die Amtsführung sei damals in Händen des Hofstaates und nicht in unterschiedliche Ministerien aufgeteilt gewesen. In dem Buch England Under The Tudors, das 1955 erschien, führte er diese Thesen auf der Grundlage einer umfassenden Auswertung der Quellen weiter aus. Es wurde in England das meistverkaufte Buch über das Haus Tudor. Das 1960 erschienene Werk The Tudor Constitution gilt als eines der Standardwerke über die Zeit der Tudors. Darin unterstützt Elton die These John Aylmers, die Verfassung unter den Tudors spiegele Spartas Mischverfassung wider.
Elton galt als Konservativer (er war Anhänger Margaret Thatchers), sowohl im politischen Bereich als auch bei den angewandten wissenschaftlichen Methoden. Er war starker Kritiker marxistischer Historiker. Vor allem wandte er sich gegen die These, der Englische Bürgerkrieg sei durch sozio-ökonomische Veränderungen ausgelöst worden. Vielmehr sei er durch das schwache Regiment des Hauses Stuart ausgelöst worden.
Elton lehnte den Postmodernismus ab und galt als bedeutender Vertreter traditioneller Methoden. Mitte der 1960er Jahre stand er im Mittelpunkt einer Auseinandersetzung unter britischen Historikern. Dabei verteidigte Elton traditionelle Ansätze der Geschichtswissenschaft, wie sie Leopold von Ranke im 19. Jahrhundert formuliert hatte, gegen die Ansichten Edward Hallett Carrs. Eltons The Practice of History ist die Antwort auf Carrs What is History?.

## Veröffentlichungen (Auswahl)
- Annual bibliography of British and Irish history, Brighton, Sussex [England]: Harvester Press; Atlantic Highlands, N.J.: Humanities Press for the Royal Historical Society, 1976.
- The body of the whole realm; Parliament and representation in medieval and Tudor England Charlottesville: University Press of Virginia 1969.
- England, 1200-1640. Ithaca: Cornell University Press, 1969
- England Under The Tudors. London: Methuen, 1955, revised edition 1974.
- The English. Oxford: Blackwell, 1992.
- English law in the sixteenth century: reform in an age of change. London: Seldon Society, 1979
- F.W. Maitland. London: Weidenfeld and Nicolson, 1985.
- Henry VIII. An essay in revision. London: Historical Association by Routledge & K. Paul, 1962.
- Modern Historians on British History, 1485-1945. A Critical Bibliography. London, Methuen, 1970.
- The Parliament of England, 1559-1581. Cambridge, Cambridgeshire: Cambridge University Press, 1986.
- Policy and Police: the Enforcement of the Reformation in the Age of Thomas Cromwell, Cambridge University Press, 1973.
- Political History: Principles and Practice, London: Penguin Press, 1970.
- The Practice of History. London: Fontana Press, 1967.
- The Reformation, Cambridge: Cambridge University Press, 1958.
- Reformation Europe, 1517–1559. Harper & Row, New York 1963 (dt. Übersetzung u.d.T.: Europa im Zeitalter der Reformation 1517-1559. C.H. Beck, München 1982, ISBN 3-406-09088-5).
- Reform and Reformation. England 1509–1558. Arnold, London 1977 (= The New History of England. Band 2).
- Reform and Renewal. Thomas Cromwell and the Common Weal. Cambridge University Press, Cambridge 1973. ISBN 0-521-20054-7.
- Renaissance and Reformation, 1300-1640, edited by G.R. Elton New York: Macmillan 1968.
- Return to Essentials: Some Reflections on the Present State of Historical Study, Cambridge University Press, 1991.
- Star Chamber Stories. London: Methuen, 1958.
- Studies in Tudor and Stuart Politics and Government: Papers and Reviews, 1946-1972, 4 volumes, Cambridge: Cambridge University Press, 1974–1992.
- The Tudor Constitution: Documents and Commentary, Cambridge University Press, 1960.
- The Tudor Revolution in Government: Administrative Changes in the Reign of Henry VIII, Cambridge University Press, 1953.
- Which Road to the Past? Two Views of History. New Haven, CT: Yale University Press, 1983 (in Zusammenarbeit mit Robert Fogel geschrieben)